# Маша и звери
«Маша и звери» — российский художественный фильм-сказка режиссёра Михаила Юзовского, снятый в 1995 году. Последний фильм Михаила Юзовского.

## Сюжет
Девочка Маша живет в современной Москве. Однажды она отправилась на каникулы в деревню к бабушке. Когда с подружками пошла в лес собирать грибы, она заблудилась и попала в сказку. 
Маша находит дом, в которой живут три медведя, а рядом с домом живут их соседи — неведомая зверушка, кот, лиса, курица и попугай. Она заходит в дом, пробует мёд. Когда она захотела заснуть, она слышит музыку лисы и выглядывает в окно. В это время в дом приходят хозяева — медведь Михаил Иванович, медведица Настасья Петровна и медвежонок Мишутка, а Маша прячется. Они узнают, что у них кто-то был. После чего они находят Машу под кроватью и дают ей работать в доме. Маша остается с хозяевами и ухаживает за ними.	
После того, как она выполнила работу трёх медведей, Маша говорит Михаилу Ивановичу, что она хочет вернуться в деревню с пирожками и Михаил Иванович собирает её. Маша прячется с пирожками в корзину, и Михаил Иванович отправляется в деревню. По дороге Маша советует Михаилу Ивановичу не есть её пирожки. Он добирается до деревни и оставляет корзину рядом с бабушкиным домом, после чего убегает. После того как Маша выглянула из корзины и принесла бабушке пирожки, она уезжает обратно в Москву.

## В ролях
- Лиза Чепурная — Маша
- Олег Анофриев — дедушка (плюс вокал Кота, Петуха и всех Трёх Медведей)
- Марина Яковлева — мама
- Любовь Соколова — бабушка
- Вика Белова — подружка
- Таня Кукушкина — подружка
- Вероника Саркисова — подружка
- Владимир Безгодько — неведомая зверушка
- Валерий Александрович
- Татьяна Ивченко
- Иван Суворов
- Вадим Шевцов

## Съемочная группа
- Автор сценария и режиссёр-постановщик — Михаил Юзовский
- Оператор — Владимир Сапожников
- Композитор — Андрей Батурин
- Художник-постановщик —  Анатолий Анфилов
- Художник трюковых съёмок — Владимир Птицын
- Звукооператор — Леонид Вейтков
- Запись музыки — Сергей Ремезов
- Художник по костюмам — Тамара Горшенина
- Художник-гримёр — Ирина Толмачева
- Режиссёр — Светлана Рималис
- Монтаж — Светлана Десницкая

Комбинированные съёмки:
- Оператор — Иржи Милфайт
- Художник — Иржи Штамфест
- Директор картины — Давид Пробер